# Episodi di Wendell & Vinnie
La prima ed unica stagione di Wendell e Vinnie viene trasmessa dal 16 febbraio 2013 al 22 settembre 2013 negli Stati Uniti su Nickelodeon. Dopo la messa in onda del episodio 14 la serie viene temporaneamente interrotta a causa della cancellazione per poi trasmettere gli ultimi 5 episodi 2 mesi dopo durante il blocco notturno nick@nite . In Italia la serie va in onda nel 2019 su Nickelodeon. In chiaro è ancora inedita.
| nº | Titolo originale                      | Titolo italiano                        | Prima TV USA      | Prima TV Italia |
| -- | ------------------------------------- | -------------------------------------- | ----------------- | --------------- |
| 1  | Vinnie & Wendell                      | Vinnie e Wendell                       | 16 febbraio 2013  | 2019            |
| 2  | Rule Breakers & Date Makers           | Fratellanza e appuntamenti             | 23 febbraio 2013  | 2019            |
| 3  | Mock Law & Order                      | Riccioli d'oro e il tribunale          | 2 marzo 2013      | 2019            |
| 4  | Abra & Cadabra                        | Abra e Cadabra                         | 9 marzo 2013      | 2019            |
| 5  | Valentine's & the Cultural Experience | San Valentino e l'esperienza culturale | 16 marzo 2013     | 2019            |
| 6  | Big Dogs & Bicycles                   | Cagnoloni e biciclette                 | 30 marzo 2013     | 2019            |
| 7  | Wendell & The Sleepover               | Wendell e il pigiama party             | 6 aprile 2013     | 2019            |
| 8  | Baseball & Bad Dates                  | Wendell e i dodgers                    | 2 maggio 2013     | 2019            |
| 9  | Fathers Of Fathers & Sons             | Vinnie e il nuovo Wendell              | 9 maggio 2013     | 2019            |
| 10 | Pick Ups & Drop Offs                  | Vinnie e il carpooling                 | 16 maggio 2013    | 2019            |
| 11 | The Dutch & Us                        | Olandesi e americani                   | 23 maggio 2013    | 2019            |
| 12 | Sick & Tired                          | Basket e Spelling                      | 30 maggio 2013    | 2019            |
| 13 | Lost & Found                          | Vacanze e borsoni                      | 6 giugno 2013     | 2019            |
| 14 | Swindle & Vinnie                      | Affari e sentimenti                    | 13 giugno 2013    | 2019            |
| 15 | Vinnie & The Toad                     | Vinnie e il rospo                      | 18 agosto 2013    | 2019            |
| 16 | Vinnie & The Man Crush                | Primo ballo e ultima occasione         | 25 agosto 2013    | 2019            |
| 17 | Of Mothers & Gardens                  | Madri e giardini                       | 1 settembre 2013  | 2019            |
| 18 | Smart Girls & Dumb Guys               | Ragazze in gamba e ragazzi stupidi     | 8 settembre 2013  | 2019            |
| 19 | Wendell's & Vinnie's                  | Vinnie e il nuovo amico                | 15 settembre 2013 | 2019            |
| 20 | First Dances & Last Chances           | Wendell e la vendetta                  | 22 settembre 2013 | 2019            |